# Joel Infante
Joel Antonio Infante Salas (Mene Grande, Estado Zulia, Venezuela, 15 de febrero de 1993) es un futbolista venezolano que juega como centrocampista en el Estudiantes de Mérida Fútbol Club de la Primera División de Venezuela.

## Trayectoria

### Inicios
Inicia a los 14 años, en el Baralt FC de su ciudad natal jugando en categorías inferiores, solo logra ascender hasta la categoría sub-17 del club ya que posteriormente este desaparecería por problemas económicos. Pasaría a entrenar en categorías inferiores de la Escuela Juan Arango del Zulia, para luego de ahí ser recomendado por medio de profesores de la institución al Zulia FC donde se probaría y formaría parte de la categoría sub-18 del club.

### Debut en Primera y paso por Segunda División
Luego de pasar por las categorías inferiores del Zulia FC logra hacerse un puesto en el primer equipo y para así conseguir su debut profesional en primera división. Después de su primera experiencia en la máxima categoría deja el Zulia y pasa a formar parte del Carabobo Fútbol Club y luego del SC Guaraní de la Segunda División de Venezuela, clubes donde tendría un breve paso profesional. Entonces fue cuando llegó al Unión Atlético Falcón para el torneo entrante de la temporada 2014-15 de la categoría de plata, aquí desarrollaría sus mejores cualidades como futbolista profesional hasta entonces, mostrando una gran capacidad goleadora, anotando así su primer Hattrick (y debutando como goleador en el equipo) en la tercera jornada de la primera parte del torneo contra el Zamora Fútbol Club B, quedando este partido con un marcador de 4-3 a favor. Logra anotar 23 goles en la temporada solo uno menos que José Adolfo Guerra quien fue el máximo artillero de la misma encajando 24 dianas.

### Atlético Venezuela
Al completar dos excelentes temporadas con el UA Falcón, logrando ser su máximo goleador histórico, llama la atención del Atlético Venezuela CF de la Primera División de Venezuela, quien lo incluiría en su plantilla del inicio de la temporada 2016. Completa un muy buen Torneo Apertura siendo protagonista y anotando 6 goles para su escuadra. Para el Torneo Clausura se vuelve pieza fundamental del equipo, generando juego y marcando goles importantes, plasmando su nombre en lo alto de la tabla de goleadores del torneo. En el partido de ida en cuartos del octogonal final del mismo torneo resulta clave al marcar dos goles al ACD Lara en el Estadio Metropolitano de Cabudare, el primero para abrir el partido aprovechando un rebote del arquero al minuto 25' y el segundo en una jugada personal, gambeteando al defensa rival en dos ocasiones y definiendo por arriba del arquero al minuto 77', resultando en un golazo y sentenciando el partido con un marcador final de 3-0.

### ACD Lara
Luego de una destacada temporada en el Atlético Venezuela, siendo un jugador clave para su equipo en instancias finales, es fichado por el ACD Lara por un periodo de dos años de cara a la temporada 2017 del fútbol de primera división venezolano.

## Clubes
| Club                     | País                 | Año           | Goles |
| ------------------------ | -------------------- | ------------- | ----- |
| Zulia FC                 | Venezuela            | 2009 - 2011   | 0     |
| Carabobo FC              | Venezuela            | 2011 - 2013   | 2     |
| SC Guaraní               | Venezuela            | 2013 - 2014   | 2     |
| UA Falcon                | Venezuela            | 2014 - 2015   | 41    |
| Atlético Venezuela CF    | Venezuela            | 2016 - 2017   | 18    |
| ACD Lara                 | Venezuela            | 2017 - 2018   | 0     |
| Deportivo Táchira        | Venezuela            | 2018 - 2019   | 2     |
| Moca FC                  | República Dominicana | 2019          | 0     |
| Gran Valencia            | Venezuela            | 2020          | 8     |
| Atlético Venezuela       | Venezuela            | 2021          | 11    |
| Jaguares de Córdoba      | Colombia             | 2022          | 0     |
| ACD Lara                 | Venezuela            | 2022          | 4     |
| Titanes FC               | Venezuela            | 2023          | 3     |
| Universidad Central      | Venezuela            | 2023-2024     | 9     |
| Anzoátegui Fútbol Club   | Venezuela            | 2024          | 0     |
| Estudiantes de Mérida FC | Venezuela            | 2025-presente | 0     |

## Estadísticas
- Actualizado el 5 de junio de 2016.

| Club                            | Temporada | Liga*    | Liga* | Copa     | Copa  | Continental | Continental | Total    | Total |
| Club                            | Temporada | Partidos | Goles | Partidos | Goles | Partidos    | Goles       | Partidos | Goles |
| ------------------------------- | --------- | -------- | ----- | -------- | ----- | ----------- | ----------- | -------- | ----- |
| Atlético Venezuela CF Venezuela | 2016      | 39       | 16    | -        | -     | -           | -           | 39       | 16    |
| Atlético Venezuela CF Venezuela | Total     | 39       | 16    | -        | -     | -           | -           | 39       | 16    |
| ACD Lara Venezuela              | 2017      | -        | -     | -        | -     | -           | -           | -        | -     |
| ACD Lara Venezuela              | Total     | -        | -     | -        | -     | -           | -           | -        | -     |
| Total                           | Total     | 39       | 16    | -        | -     | -           | -           | 39       | 16    |

- (*) Incluye partidos y goles en liguilla.